# Добре темперований клавір
Добре темперо́ваний клаві́р (нім. Das wohltemperierte Klavier), BWV 846—893, — цикл творів Йоганна Себастьяна Баха, що складається з двох зошитів, у кожному з яких зібрано 24 прелюдії та фуги у 24 тональностях (12 мажорних і 12 мінорних). Повна назва збірки: «Добре темперований клавір, або прелюдії й фуги у всіх тонах і півтонах, що стосуються як терцій мажорних, так і терцій мінорних. Для користі й використання охочого до навчання музичного юнацтва, як і для особливого займання тих, хто вже досяг успіхів у цьому навчанні; складене й виготовлене Йоганном Себастьяном Бахом — у цей час капельмейстером і директором камерної музики великого князя Ангальт-Кетенського».

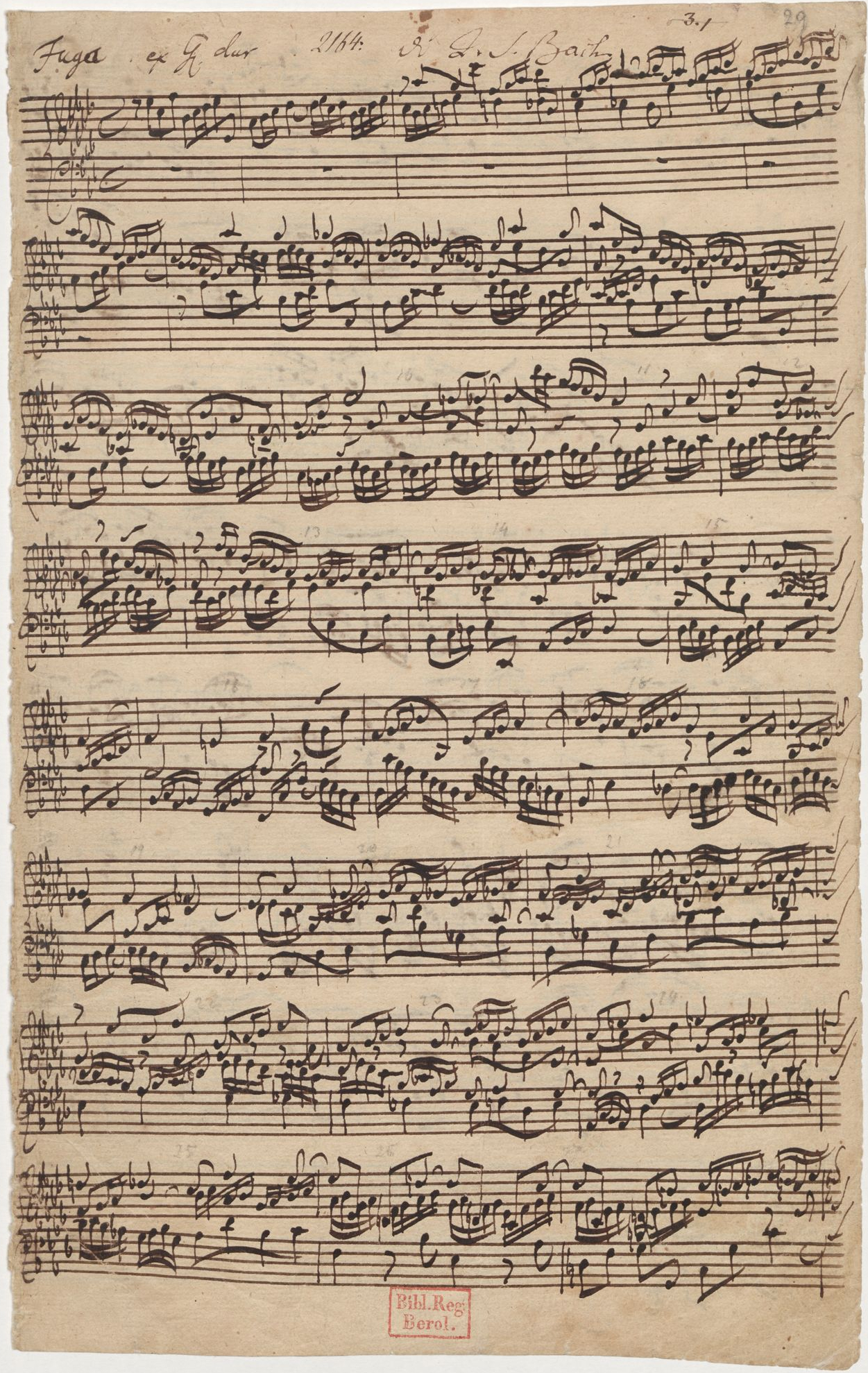
Фуга ля-бемоль мажор з другої частини ДТК

У наш час цикл нерідко називають абревіатурою — ДТК.[джерело?] Перша частина була написана Бахом 1722 року, друга — значно пізніше, 1744 року. Повна назва, наведена вище, була написана на титульному аркуші автографа першої частини; друга частина була озаглавлена просто як «24 прелюдії й фуги».

## Історія створення циклу
Спроби написати збірник творів у різних тональностях робилися і до Баха. Зокрема відома збірка «Ariadne musica» органіста Йоганна Фішера, опублікована в 1702 р. й перевидана в 1715 р., являє собою набір з 20 прелюдій та фуг в 10 мажорних, 9 мінорних тональностях і одній тональності фригійського ладу, плюс 5 хоральних ричеркарів. Пізніше Бах запозичив звідси тему для фуги мі мажор із другого тому ДТК. Збірник «Exemplarische Organisten-Probe» (1719 р.) Йоганна Маттезона також включав вправи в усіх тональностях. Бах також міг знати про «Фантазії» з «Музичного лабіринту» Фрідріха Суппіга, що в якісному порівнянні далекі від роботи Баха.
Перша частина була складена під час перебування Баха в Кетені, а друга — коли Бах служив у Лейпцизі. Існує легенда, за якою перша частина була створена дуже швидко, «одним махом», під час перебування в якомусь місці, де інструмент був йому недоступний і де він дуже від цього нудьгував.
Деякі з творів у збірнику є переробленими версіями вже написаного Бахом: так, наприклад, теми перших 12 прелюдій, крім прелюдії мі-бемоль мажор, зустрічаються вже в збірнику п'єс, написаних Бахом для свого сина Вільгельма Фридемана в 1720 р. Прелюдія до-дієз мажор спочатку писалася в до мажорі, але потім Бах змінив її тональність, просто дописавши до ключа сім дієзів і виправивши відповідні знаки альтерації в тексті твору.

### Подальша доля ДТК
Обидві частини були широко поширені в рукописному виді, але типографським способом збірник був виданий тільки в 1801 р. Причина цього полягає в тому, що стиль, у якому писав Бах, вийшов з моди по смерті композитора, і більшість його творів було забуто. В епоху класицизму поліфонічне письмо поступається гомофонно-гармонічному, отже поліфонічна творчість Баха не представляла інтересу. Однак вже наприкінці XVIII століття творчість Баха стає об'єктом інтересу композиторів, зокрема Вольфганга Амадея Моцарта (у пізній період) й Людвіга Бетховена, який назвав ДТК «музичною Біблією».
1801 року ДТК було видано водночас у Лейпцизі, Бонні та Цюриху. Пізніше Роберт Шуман писав: «Грай ретельно фуги більших майстрів, і насамперед Й. С. Баха; „добре темперований клавір“ повинен стати твоїм хлібом насущним».
Перший аудіозапис циклу здійснив швейцарський піаніст Едвін Фішер у 1933–36 роках. Пізніше на фортепіано ДТК записували Гленн Гульд (1962–1965) Святослав Ріхтер (1970–1972), Андраш Шифф (1984) та інші піаністи. На клавесині ДТК вперше записала Ванда Ландовська на початку 1950-х років.

## Символіка
На думку Болеслава Яворського та численних його послідовників музика «Добре темперованого клавіру» просякнута символікою християнських образів. Численні музично-риторичні фігури, цитування протестантських хоралів, асоціації з кантатами, месами, що виявляються дослідниками у музиці «Добре темперованого клавіру» дозволяють зробити висновок про те, що композитор використовував їх свідомо, прагнучи досягти втілення християнської образності в цьому циклі. Як зазначає Г. Бесселер, «експресивна мелодика бахівської кантати близько 1720 року проникає до клавірної музики... Хоча слова тексту тепер відпадають, залишається дієвою область афектів, з якими була спочатку пов'язана експресивна мелодика: уявлення про страждання та смерть Ісуса Христа».
Детальний аналіз, проведений Б. Яворським дозволив досліднику виділити в ДТК кілька сюжетно-смислових пластів, пов'язаних з основними віхами Євангелія:

I. Старий заповіт
- d-moll I тому — Гріх і спокута
- G-dur II тому — рай і гріхопадіння. Спокуса Єви змієм.

II. Різдво
- C-dur I тому — Благовіщення
- c-moll I тому — відвідування Марією Єлисавети «Долина сліз» (прелюдія)
- g-moll I тому — Відвідування Марією Єлисавети
- B-dur I тому — Поклоніння пастухів
- As-dur I тому — Поклоніння волхвів
- A-dur I тому — Поклоніння волхвів
- Fis-dur I тому — Новий рік
- As-dur II тому — Стрітення
- B-dur II тому — Симеон — Богоприємець
- E-dur I тому — Втеча в Єгипет

III. Діяння Христа
- cis-moll II тому — Христос у пустелі. Спокуса Христа сатаною
- a-moll I тому — Водохреща в Йордані
- gis-moll II тому — Зустріч з самаритянкою
- f-moll II тому — Христос у Марії та Марфи
- Fis-dur II тому — Воскресіння Лазаря
- d-moll II тому — Вигнання торговців із храму. «Він могутніх скидає з престолу та принесеш смиренні» (фуга)
- F-dur I тому — Чудо на рибній ловлі
- F-dur II тому — Вхід до Єрусалиму

IV. Страсний тиждень
- fis-moll II тому — Таємна вечеря
- cis-moll I тому — Моління про чашу
- a-moll II тому — Поневіряння Христа. Побиття Христа
- h-moll II тому — Суд Пілата
- g-moll II тому — Бичування Ісуса. «Се людина»
- fis-moll l тому — Несення хреста
- h-moll I тому — Хід на Голгофу
- gis-moll I тому — Розп'яття. Сім слів Спасителя на хресті.
- c-moll II тому — Хресна мука
- dis-moll II тому — Страждання на хресті
- f-moll I тому —  Stabat Mater
- b-moll I тому — Голгофа. Смерть Ісуса
- cis-moll I тому — Зняття з хреста. Плащаниця
- b-moll II тому — Положення в труну

V. Урочистий великодній цикл
- C-dur II тому — Ніч перед пасхальним воскресінням
- G-dur I тому — Воскресіння Христа
- H-dur I тому — Воскресіння Христа
- c-moll II тому — Вознесіння Христа
- H-dur II тому — Духів день

VI. Догматичний цикл.
- c-moll I тому — Полум'яніюча віра (Неопалима Купина)
- Cis-dur I тому — Трійця
- D-dur I тому — Зішестя Святого Духа
- Es-dur I тому — Трійця
- Cis-dur II тому — Трійця
- D-dur II тому — Credo
- Es-dur II тому — Трійця
- E-dur II тому — Ліствиця
- A-dur II тому — Слава в вишніх Богу
— Носина В.Б. «Символика музыки И. С. Баха». М., Классика-XXI, 2006. С. 11 – 24

## Аудіо
| Том 1 – Прелюдія № 1, До мажор (BWV 846) Виконання на фламандському клавесині - Martha Goldstein Том 1 – Фуга № 1, До мажор (BWV 846) Виконання на фламандському клавесині - Martha Goldstein Том 1 – Прелюдія № 2, до мінор (BWV 847) Виконання на фламандському клавесині - Martha Goldstein Том 1 – Фуга № 2, до мінор (BWV 847) Виконання на фламандському клавесині - Martha Goldstein Том 1 – Прелюдія і фуга № 3, до-дієз мажор (BWV 848) Виконання на фортепіано - вікіпедист La Pianista Том 1 – Прелюдія № 4, до-дієз мінор (BWV 849) Виконання на фортепіано - Martha Goldstein Том 1 – Фуга № 4, до-дієз мінор (BWV 849) Виконання на фортепіано - Martha Goldstein Том 1 – Прелюдія № 5, Ре мажор (BWV 850) Виконання на фламандському клавесині - Martha Goldstein Том 1 – Фуга № 5, Ре мажор (BWV 850) Виконання на фламандському клавесині - Martha Goldstein Том 1 – Прелюдія № 6, ре мінор (BWV 851) Виконання на фламандському клавесині - Martha Goldstein Том 1 – Фуга № 6, ре мінор (BWV 851) Виконання на фламандському клавесині - Martha Goldstein | Том 1 – Прелюдія № 8, мі-бемоль мінор (BWV 853) Виконання на фортепіано - Carlos Gardels. Власність проекту Musopen Том 1 – Фуга № 8, ре-дієз мінор (BWV 853) Виконання на фортепіано - Андрій Бондаренко. Том 1- Прелюдія і Фуга № 13, Фа-дієз мажор (BWV 858) Виконання на фортепіано - Raymond Smullyan Том 1- Прелюдія і Фуга № 18, соль-дієз мінор (BWV 863) Виконання на фортепіано - Raymond Smullyan Том 1 – Прелюдія і Фуга № 20, ля мінор (BWV 865) Виконання на фортепіано - Samuel Cormier-Iijima Том 1 – Прелюдія № 21, Сі-бемоль мажор (BWV 866) Виконання на фламандському клавесині - Martha Goldstein Том 1 – Фуга № 21, Сі-бемоль мажор (BWV 866) Виконання на фламандському клавесині - Martha Goldstein Том 1 - Прелюдія і Фуга № 22, Сі-бемоль мінор (BWV 867) Виконання на фортепіано - Raymond Smullyan Том 1 - Прелюдія і Фуга № 23, Сі-бемоль мажор (BWV 868) Виконання на фортепіано - Raymond Smullyan Том 2- Прелюдія і Фуга № 3, До-дієз мажор (BWV 872) Виконання на фортепіано - Raymond Smullyan Том 2- Прелюдія і Фуга № 9, Мі мажор (BWV 878) Виконання на фортепіано - Randolph Hokanson Том 2 – Прелюдія і Фуга №18, соль-дієз мінор Виконання на фортепіано - Оксана Євсюкова Ave Maria by Gounod Ave Maria Ш. Гуно , заснована на прелюдії №1 з I тому, аранжування для фортепіано і віолончелі. Виконує John Michel |